# Международное общество вычислительной биологии
Международное общество вычислительной биологии (англ. The International Society for Computational Biology, ISCB) - профессиональное сообщество исследователей, работающих в области биоинформатики и вычислительной биологии. Создано в 1997 году. Президент - Томас Ленгауэр.

## Деятельность
Под патронажем организации проводится ежегодная конференция Intelligent Systems for Molecular Biology (ISMB).
ISCB выпускает два профильных журнала: PLoS Computational Biology и Bioinformatics.
Организация присуждает ежегодные премии за выдающийся вклад в развитие вычислительной биологии и биоинформатики. Лауреатами премии в разные годы были Webb Miller, David Haussler, Temple F. Smith, Michael Waterman, Janet Thornton и др.

## Связь с другими организациями
Членами общества являются более 2500 человек из 70 стран. Организация является коллективным членом FASEB. С ISCB аффилированно значительное количество профильных организаций по всему миру, в том числе "Asia pacific bioinformatics network" и "European society for mathematical and theoretical biology".

## См.также
- Математическая биология